# Yi So-yeon
Yi So-yeon (ur. 2 czerwca 1978 w Gwangju) – południowokoreańska biotechnolog i astronautka.

## Życiorys
Po ukończeniu szkoły średniej (Kwangju Science High School) studiowała mechanikę na Koreańskim Instytucie Zaawansowanych Badań i Technologii  (Korea Advanced Institute of Science and Technology – KAIST). Licencjat a później tytuł magistra uzyskała na uniwersytecie w Daejeon. Po studiach pozostała na KAIST, gdzie 29 lutego 2008 rozdano dyplomy, m.in. za jej pracę doktorską z biotechnologii. Kosmonautka nie wzięła jednak udziału w tej uroczystości.
W październiku 2006 była jednym z 30 półfinalistów kandydujących do udziału w locie na Międzynarodową Stację Kosmiczną. 2 grudnia 2006, w grupie 8 finalistów, udała się na szczegółowe badania do Centrum Wyszkolenia Kosmonautów im. J. Gagarina. Zaliczyła wówczas m.in. loty na samolocie Ił -75-MDK, podczas których na krótko przebywała w stanie nieważkości. Testy medyczne przeszło pomyślnie 6 kandydatów w tym Yi So-yeon. 25 grudnia 2006 oficjalnie ogłoszono nazwiska osób, które będą przygotowywać się do lotu na pokładzie Sojuza TMA-12. Zostali nimi Yi So-yeon oraz 30-letni Ko San. W styczniu 2007 oboje bez problemów przeszli końcowe badania medyczne w Instytucie Problemów Medyczno-Biologicznych. 7 marca rozpoczęli specjalistyczne szkolenie w Rosji.
5 września 2007 Ministerstwo Nauki i Techniki Korei ogłosiło, że pierwszym południowokoreańskim kosmonautą będzie Ko San, a jego dublerem Yi So-yeon. Start statku kosmicznego Sojuz TMA-12 zaplanowano na wiosnę 2008. 10 marca 2008 na prośbę strony rosyjskiej ministerstwo nauki i techniki Korei zgodziło się na zmianę w składach załóg. Ko San został przeniesiony do załogi rezerwowej, a jego miejsce zajęła Yi So-yeon. Powodem tej zmiany było naruszenie przez koreańskiego kandydata zasad przebywania w Gwiezdnym Miasteczku. Przesłał on podręcznik szkoleniowy do swojego domu (twierdził, że przez przypadek) i bez upoważnienia przeglądał instrukcję pilotażu statku Sojuz. Było to naruszenie ustaleń, do przestrzegania których koreańscy kandydaci zobowiązali się pisemnie.
8 kwietnia 2008 jako tzw. „uczestnik lotu kosmicznego” wystartowała na pokładzie Sojuza TMA-12 w kierunku Międzynarodowej Stacji Kosmicznej. Na Ziemię powróciła 19 kwietnia 2008 na pokładzie statku Sojuz TMA-11 razem z Jurijem Malenczenką i Peggy Whitson.
Stowarzyszenie Uczestników Lotów Kosmicznych (Association of Space Explorers) przyznało jej Universal Astronaut Insignia za lot orbitalny (nr 474).

## Wykaz lotów
| Loty kosmiczne, w których uczestniczyła Yi So-yeon          | Loty kosmiczne, w których uczestniczyła Yi So-yeon | Loty kosmiczne, w których uczestniczyła Yi So-yeon | Loty kosmiczne, w których uczestniczyła Yi So-yeon | Loty kosmiczne, w których uczestniczyła Yi So-yeon | Loty kosmiczne, w których uczestniczyła Yi So-yeon | Loty kosmiczne, w których uczestniczyła Yi So-yeon |
| Nr                                                          | Data startu                                        | Statek kosmiczny                                   | Data lądowania                                     | Statek kosmiczny                                   | Funkcja                                            | Czas trwania                                       |
| ----------------------------------------------------------- | -------------------------------------------------- | -------------------------------------------------- | -------------------------------------------------- | -------------------------------------------------- | -------------------------------------------------- | -------------------------------------------------- |
| 1                                                           | 8 kwietnia 2008                                    | Sojuz TMA-12                                       | 19 kwietnia 2008                                   | Sojuz TMA-11                                       | uczestnik lotu kosmicznego                         | 10 dni 21 godzin 13 minut                          |
| Łączny czas spędzony w kosmosie – 10 dni 21 godzin 13 minut |                                                    |                                                    |                                                    |                                                    |                                                    |                                                    |